# Esegesi ebraica

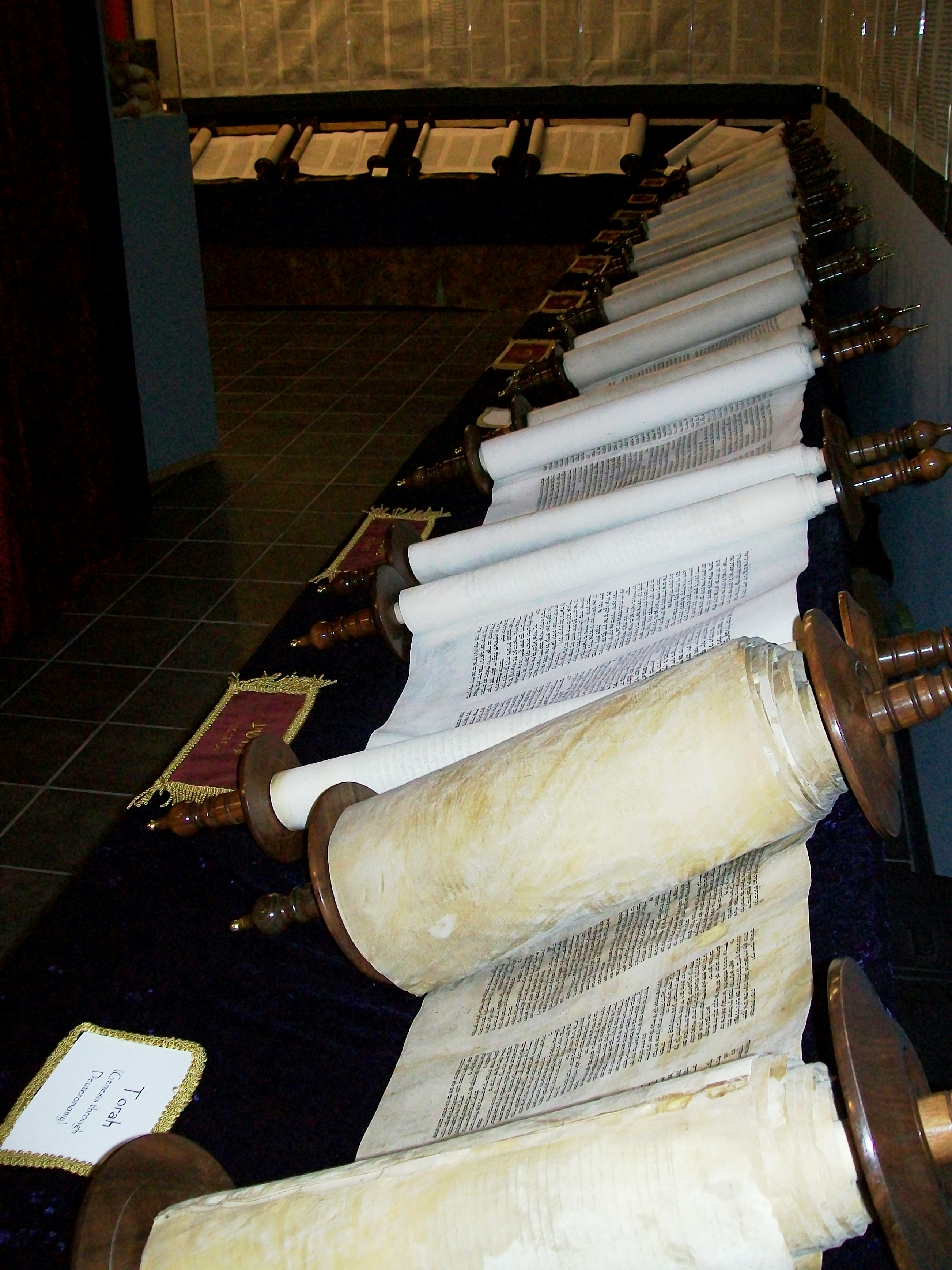
Serie di rotoli che compongono l'intero Tanakh.

In filologia l'esegesi (in greco: ἐξήγησις [ekˈsɛɡɛsis]) è l'interpretazione critica di testi finalizzata alla comprensione del significato. Nell'ebraismo forme tradizionali di esegesi ebraica appaiono in tutta la letteratura rabbinica, che include la Mishnah, i due Talmud e la letteratura midrashica.
Gli esegeti ebraici hanno il titolo di meforshim (commentatori).
Un testo sacro non può far da guida di per sé stesso. Deve esser letto e tutto il leggere è interpretazione. La Torah gode di uno status privilegiato come "Parola del Signore" rivelata a Mosè sul Monte Sinai. Una legge si considera biblica solo se deriva da un verso dei cinque libri della Tora (il Pentateuco). Il festival di Purim, poiché si basa unicamente sul Libro di Ester, viene classificato come un'istituzione rabbinica, non biblica.
Tre presupposti governano l'interpretazione del testo biblico:
1. Il testo è privo di errori e di incongruenze. Dio non commette errori! Contraddizioni apparenti possono esser risolte da una interpretazione corretta, sebbene non sempre si sappia quale sia.
2. Il testo è privo di ridondanze. Alcune leggi vengono ripetute – per esempio, il Deuteronomio rivisita temi già esaminati in libri precedenti – ma la formulazione precisa rivela sempre un qualche nuovo aspetto.
3. Il testo è integrale, contenendo tutto ciò che uno deve sapere (non necessariamente "tutto il sapere", sebbene ci siano stati rabbini che hanno affermato anche questo).[3]

Questi tre presupposti si applicano solo alla Torah. Il resto della Bibbia ebraica – Profeti e Agiografi – si reputa libero da errori ma non da ridondanze, non può creare halakhah ma solo chiarirla.
Il Bavli non tratta il testo della Mishnah o altre opere tannaitiche come "stabili e fisse" al pari della Bibbia ma come deposito di leggi che possono essere corrette se ce n'è bisogno; propone emendamenti per chiarire, per evitare inconsistenze o per stabilire la versione corretta della legge. Gli Amoraim a volte dicevano di un testo della Mishnah, m'shabeshta hi (è sbagliato). Amoraim successivi generalmente assumono che i Tannaim non abbiano preservato dichiarazioni superflue, sebbene siano disposti ad ammettere che in qualche occasione "Rabbi incluse una Mishna superflua". David Weiss Halivni nota che termini tecnici comuni, come hakhi qa‘amar ("questo è ciò che intende dire") o eima ("Potrei dire"), "oscillano tra emendamento e spiegazione" e descrive un procedimento per "estrarne l'interpretazione", che gli Amoraim usavano per limitare l'applicazione di una dichiarazione mishnaica ad un certo contesto o caso particolare.

## Regole di interpretazione
Nel terzo secolo e.v. gli studiosi elencavano le regole che pensavano esser state usate dai Tannaim per la loro interpretazione delle Scritture. Sette regole ermeneutiche furono attribuite a Hillel, tredici a Rabbi Ishmael e trentadue a Rabbi Jose il Galileo; coprono ragionevolezza, retorica e grammatica e hanno punti di somiglianza con il modo in cui gli Stoici interpretavano Omero e i romani interpretavano i testi legali. Si possono riassumere in quattro tipi fondamentali:
- Qal va-ḥomer: "Minore e maggiore", argomento a fortiori. È ragionevole concludere che se una data cosa è vera in un dato caso, sarà sicuramente vera nel caso in cui il rispettivo fattore è più forte.[9]
- G‘zera shava: "Formulazione simile", nota anche come heqesh ("analogia"). Se una parola o frase si verifica in due passi separati, si può stabilire un'analogia per l'applicazione della legge in entrambi i casi.[10]
- L'uso di termini generici (k‘lal) e specifici (p‘rat) o inclusivi (ribbui) ed esclusivi (mi‘ut).[11]
- Significato determinato dal contesto.[12]

Oltre a questi quattro tipi di interpretazione ragionata, due espedienti artificiali venivano a volte usati e trattano le Scritture come codici da decifrare, piuttosto che testi da leggersi:
- Gematria, il valore numerico delle lettere di una parola (ebraica).[13] Una grande varietà di anagrammi, abbreviazioni e sostituzioni di lettere appartengono a questa categoria.
- Im eino 'inyan. Se una parola è superflua nel suo contesto, viene trasposta altrove. Anche una lettera può esser trasposta da una parola all'altra.[14]

## Midrash
Il Midrash è un metodo omiletico di esegesi e una raccolta di insegnamenti omiletici o commentari del Tanakh (Bibbia ebraica), un'esegesi biblica del Pentateuco ed i suoi paragrafi relativi alla Legge o Torah, che formano un ulteriore tema di analisi. Comprende l'Halakhah legale e rituale, un corpo complessivo di leggi ebraiche, e l'esegesi della Legge scritta; include inoltre l'Aggadah non legalistica, un compendio di omelie rabbiniche di parti del Pentateuco non connesse alla Legge.
L'interpretazione biblica da parte dei Tannaim e degli amoraim, che può essere meglio designata come una serie di interpretazioni accademiche del Midrash, fu un prodotto di crescita naturale e di grande libertà nel trattamento del testo biblico. Tuttavia si rivelò un ostacolo a sviluppi ulteriori quando, rivestita dell'autorità di una tradizione sacra originatasi dal Talmud e dal Midrash (collezioni modificate dopo il Talmud), divenne l'unica fonte di interpretazione della Bibbia tra le generazioni successive. La letteratura tradizionale contiene spiegazioni che sono in armonia con il testo ed il contesto. Riflette l'evidenza di un senso linguistico, di un giudizio e di una conoscenza delle peculiarità e difficoltà del testo biblico. Ma accanto a questi elementi di una esegesi biblica naturale e semplice, valida tutt'oggi, la letteratura tradizionale contiene una massa ancora più grande di esposizioni trascendenti il vero significato del testo.

### Halakhah e Aggadah
Nell'esegesi halakhica e anche in quella aggadica il commentatore cercava non tanto il significato originale del testo, quanto di trovare in qualche passo biblico la conferma di concetti e idee, regole di condotta e insegnamenti per cui desiderava avere un fondamento scritturale. Si aggiungeva a ciò, da un lato, la convinzione che le parole della Bibbia avessero molti significati e, dall'altro, l'importanza data anche alla porzione più piccola, alla minima peculiarità del testo. A causa di questa tendenza alle particolarità l'esegesi del Midrash si allontanò sempre di più da una interpretazione distorta e da quella più semplice o logica, anche se comunque presente l'aspetto razionale.

### Midrash
L'Esegesi Midrash si svolgeva in gran parte col carattere dell'omiletica, esponendo la Bibbia non al fine di indagare sul suo significato reale e capire i documenti del passato - si cercava invece di trovarvi una morale religiosa, un'istruzione edificante ed un sostegno per i pensieri ed i sentimenti del presente. Il contrasto tra la spiegazione del senso letterale e il Midrash, che non seguiva le parole, fu riconosciuto dai saggi Tannaim e Amoraim, sebbene la loro idea del significato letterale di un testo biblico possa non essere accettata da standard più moderni. Il tanna Rabbi Ishmael, rifiutando una esposizione di Eliezer ben Hyrcanus, disse: "In verità, tu dici alla Scrittura: «Taci, mentre io spiego!»"

### Tannaim
L'esegesi tannaitica fa distinzione principalmente tra la deduzione effettiva di una tesi da un passo biblico, come mezzo per dimostrare un punto, e l'uso di un tale passaggio come mero espediente mnemonico – una distinzione che in seguito fu fatta, in forma diversa, anche dalle scuole babilonesi. Gli amoraim babilonesi furono i primi ad usare l'espressione "Peshat" ("semplice" o metodo del valore superficiale) per designare il senso primario in contrasto con "Drash", l'esegesi midrashica. Questi due termini furono in seguito destinati a diventare elementi importanti della storia dell'esegesi ebraica della Bibbia. In Babilonia fu formulato il principio importante che l'esegesi midrashica non poteva annullare il senso primario. Questo principio divenne in seguito la forma basilare di un'esegesi biblica sensata e coerente. Quanto poco fosse conosciuto o riconosciuto si può giudicare dall'ammissione di Rabbi Kahana, un amora babilonese del IV secolo, che, mentre a 18 anni aveva già imparato tutta la Mishnah, aveva però sentito parlare di tale principio solo molti anni più tardi. L'ammissione di Kahana è caratteristica dei secoli dopo la redazione finale del Talmud. Il significato primario non è più considerato ma diventa sempre più popolare l'interpretare il testo secondo il significato ad esso attribuito dalla letteratura tradizionale. La capacità e anche il desiderio di esaminare il testo in maniera originale cedette il posto all'autorità schiacciante del Midrash. Fu quindi provvidenziale che, proprio nel momento in cui il Midrash era di primaria importanza, lo studio approfondito del testo della Bibbia veniva perseguito, almeno in una direzione, con rara energia e perseveranza dai Masoreti che si dedicarono a preservare e trasmettere la pronuncia e la corretta lettura del testo. Con l'introduzione di punteggiatura (punti vocalici o niqqud e accenti) nel testo biblico, nel settimo secolo, i Masoreti fornirono quel margine di tutela che, secondo il detto di Rabbi Akiba, avrebbe protetto le parole della Bibbia sotto lo scudo del Testo masoretico. Il sistema di punteggiatura da un lato protesse la tradizione dal non essere dimenticata e, dall'altra, fu il precursore di una scienza biblica indipendente, che si sarebbe sviluppata in un secondo tempo.

## Mikra
Il Mikra, parte fondamentale della scienza nazionale, era oggetto dell'istruzione ebraica primaria. Era divisa anche nei tre gruppi storici dei libri della Bibbia: il Pentateuco, i Profeti e gli Agiografi, chiamati nell'attribuzione tradizionale ebraica: rispettivamente la Torah (Legge o Insegnamento), i Neviìm (i Profeti) e i Ketuvim (gli scritti). La lettura intelligente e la comprensione del testo, grazie ad una corretta ripartizione di frasi e parole, formava il corso di formazione in Sacre Scritture. Gli scribi erano anche tenuti a conoscere il Targum, la traduzione aramaica del testo. Il Targum rese possibile una comprensione immediata del testo ma veniva continuamente influenzato dall'esegesi insegnata nelle scuole. Le sinagoghe erano principalmente i centri di insegnamento della Bibbia e della sua esegesi. La lettura del testo biblico, combinata con quella del Targum, serviva ad ampliare le conoscenze degli studiosi eruditi nella prima divisione della scienza nazionale. Gli scribi trovavano il materiale per i loro discorsi, che formavano parte del servizio sinagogale, nella seconda divisione delle diverse branche della tradizione. Soprattutto l'Aggadah, la terza di queste branche, forniva il materiale per il sermone.
L'esegesi ebraica non terminò con la redazione del Talmud ma ha continuato nei tempi antichi, nel Medioevo e nel Rinascimento; rimane un oggetto di studio tutt'oggi. Gli ebrei hanno centri di studi esegetici in tutto il mondo, in ogni comunità: considerano infatti l'esegesi uno strumento importante per la comprensione delle Scritture.

## Commentario ebraico della Bibbia
Questa sezione descrive la prima stampa della Bibbia ebraica con i principali commentari esegetici ebraici, le note relative alle traduzioni in aramaico aramaico e in italiano ed elenca inoltre alcuni commentari ebraici universalmente accettati con note sul loro metodo di approccio ed anche alcune moderne traduzioni in lingue straniere, con note.

### Primi commentari stampati

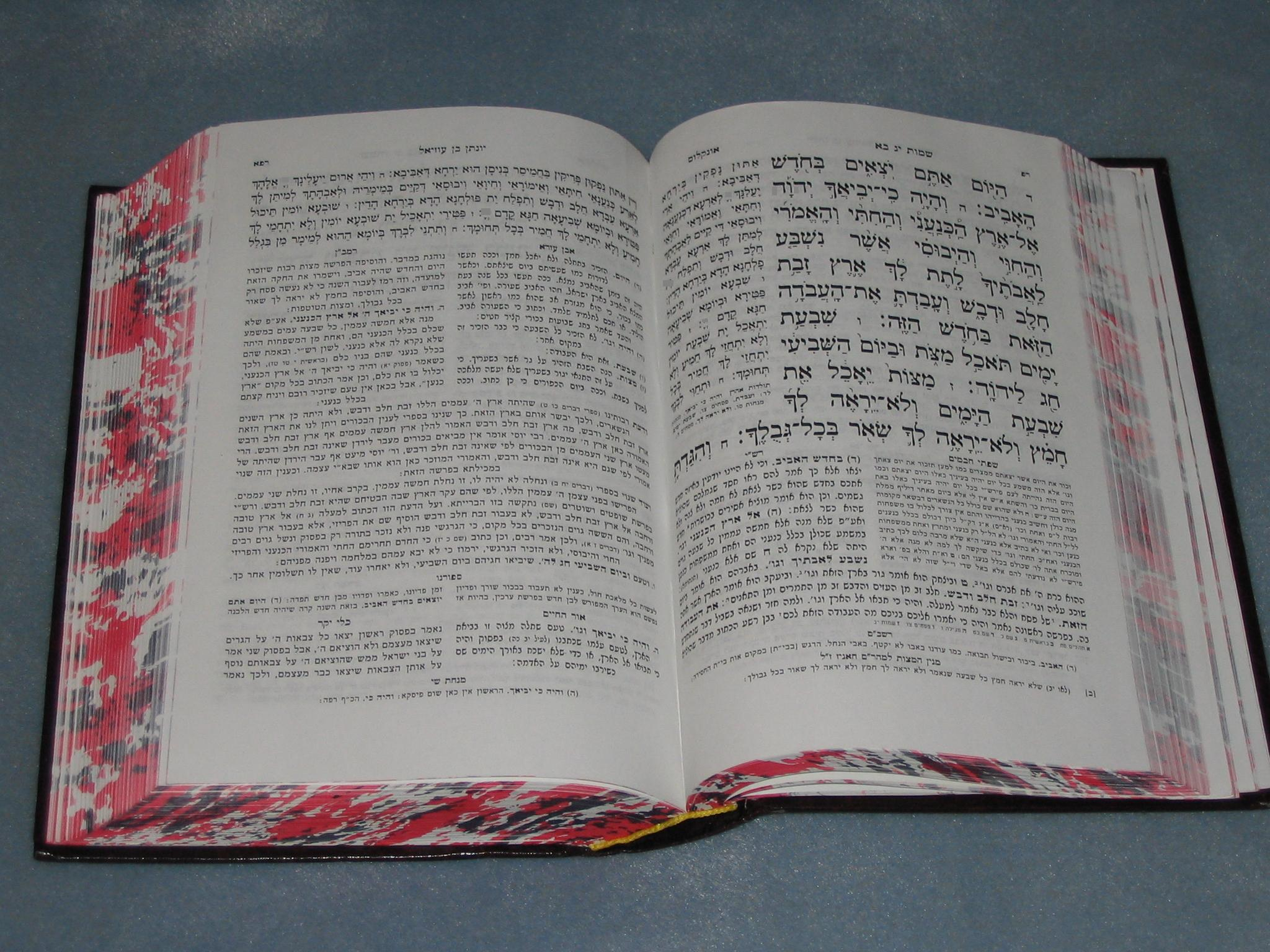
Pagine di un moderno Mikraot Gedolot "Chumash".

La Bibbia ebraica fu codificata dai rabbini della "Grande Assemblea" e, nella sua traduzione latina, fu stampata come 1º volume della Bibbia di Gutenberg nel 1455. Il Tanakh completo in ebraico, coi commentari di Rashi, David Kimhi, Nahmanide e Gersonide, fu stampato nel 1517 da Daniel Bomberg a Venezia e curato dal sefardita italiano Felix Pratensis (Felice da Prato) col titolo Mikraot Gedolot. Felice, che si era convertito al cristianesimo in età adulta per entrare nell'ordine degli Agostiniani, doveva avere ricevuto una formazione di assai buona qualità.
La Bibbia ebraica fu tramandata in forma di manoscritto insieme ad un metodo per verificarne l'esattezza della trascrizione, noto come Mesorah. Molti codici contenenti il testo masoretico furono raccolti da Jacob ben Hayyim ibn Adonijah e utilizzati per pubblicare un testo altamente accurato. Fu pubblicato da Daniel Bomberg nel 1525. Edizioni successive vennero redatte e modificate in Italia con l'aiuto del grammatico Elia Levita. Varie edizioni di Mikraot Gedolot sono ancora in stampa.

## Traduzioni
"Tutte le traduzioni sono commentari", affermò il rabbino e filosofo ebreo Leo Baeck Molti paesi e molte lingue hanno traduzioni della Bibbia. Attualmente, secondo dati del 2009 forniti dall'Alleanza Biblica Universale, la Bibbia è stata tradotta per intero o parzialmente in 2.508 lingue. Le lingue principali del mondo sono 3.000 ma se ne contano fino a 6.700. Dal 2009 l'Alleanza Biblica Universale sta coordinando la traduzione in circa 500 lingue. La prima versione della Bibbia in una lingua moderna pare essere quella pubblicata in italiano nel 1471 da Nicolò Malermi dopo che, nel periodo dal XIII al XV secolo, si è assistito, sempre in Italia, alla produzione di parziali traduzioni in volgare del testo biblico.

### Targum
Un Targum (plur. Targumim) è una traduzione della Bibbia in aramaico. I Targumim classici sono il "Targum Onkelos" del Chumash (i cinque libri della Torah), il Targum Jonathan dei Neviìm (i Profeti) e un frammentario Targum Yerushalmi. Non esiste una traduzione aramaica standard dei Ketuvim (gli Agiografi).

#### Onkelos
Quella di Onkelos è la traduzione letterale della Bibbia più spesso consultata. con qualche eccezione. Il linguaggio figurativo di solito non viene tradotto letteralmente ma è spiegato. I nomi geografici sono spesso sostituiti da quelli più attuali di un periodo successivo.
Secondo il Talmud la Torah e la sua traduzione in aramaico furono date a Mosè sul Monte Sinai, l'aramaico dovuto al fatto che gli schiavi egiziani parlavano questa lingua. Dopo l'Esilio babilonese il Targum fu completamente dimenticato. Onkelos, un convertito romano all'ebraismo, fu in grado di ricostruire l'originale aramaico. Saadiah Gaon non è d'accordo e dice che l'aramaico di Onkelos non fu mai una lingua parlata ma pensa che sia stata un costrutto artificiale,  cioè una combinazione di dialetti orientali ed occidentali dell'aramaico.

#### Jonathan ben Uzziel
Jonathan ben Uzziel è stato il più grande allievo di Hillel il Vecchio.
Secondo gli studiosi il "Targum Jonathan ben Uzziel" che si trova nel Chumash non fu scritto da Jonathan ben Uzziel e ci si riferisce invece col titolo "Pseudo-Jonathan". Secondo l'Encyclopaedia Judaica l'evidenza interna mostra che è stato scritto tra il VII e il XIV secolo e.v. Ad esempio il nome della moglie di Ismaele è tradotto in aramaico con Fatima (che era la figlia di Maometto) e quindi il Targum Pseudo-Jonathan deve essere stato scritto dopo la nascita di Maometto. I commentatori ebraici classici ribaltano questa argomentazione e dicono che la figlia di Maometto è stata chiamata col nome della moglie di Ismaele. Entrambe le parti sono tuttavia d'accordo che stilisticamente il commento di Jonathan sul Chumash è molto diverso dal commento sui Neviìm. Il Targum Jonathan sui Neviim è scritto in uno stile molto conciso, simile a quello di Onkelos sul Chumash, ma in media il Targum Jonathan sul Chumash è quasi due volte più prolisso.

#### Targum Yerushalmi
Il Targum di Gerusalemme esiste solo in forma frammentaria. Traduce un totale di circa 850 versi, frasi e parole. Nessuno sa chi l'abbia scritto. Alcuni speculano che si trattasse di un errore di stampa. Il tipografo avrebbe visto un manoscritto intitolato con "TY" e pensato che fosse un Targum Yerushalmi, quando in realtà era una prima versione del Targum Jonathan. Altri ipotizzano che sia stato scritto da un certo Rabbi Yosef o Rabbi Osea (Yihoshua).

### Traduzioni moderne

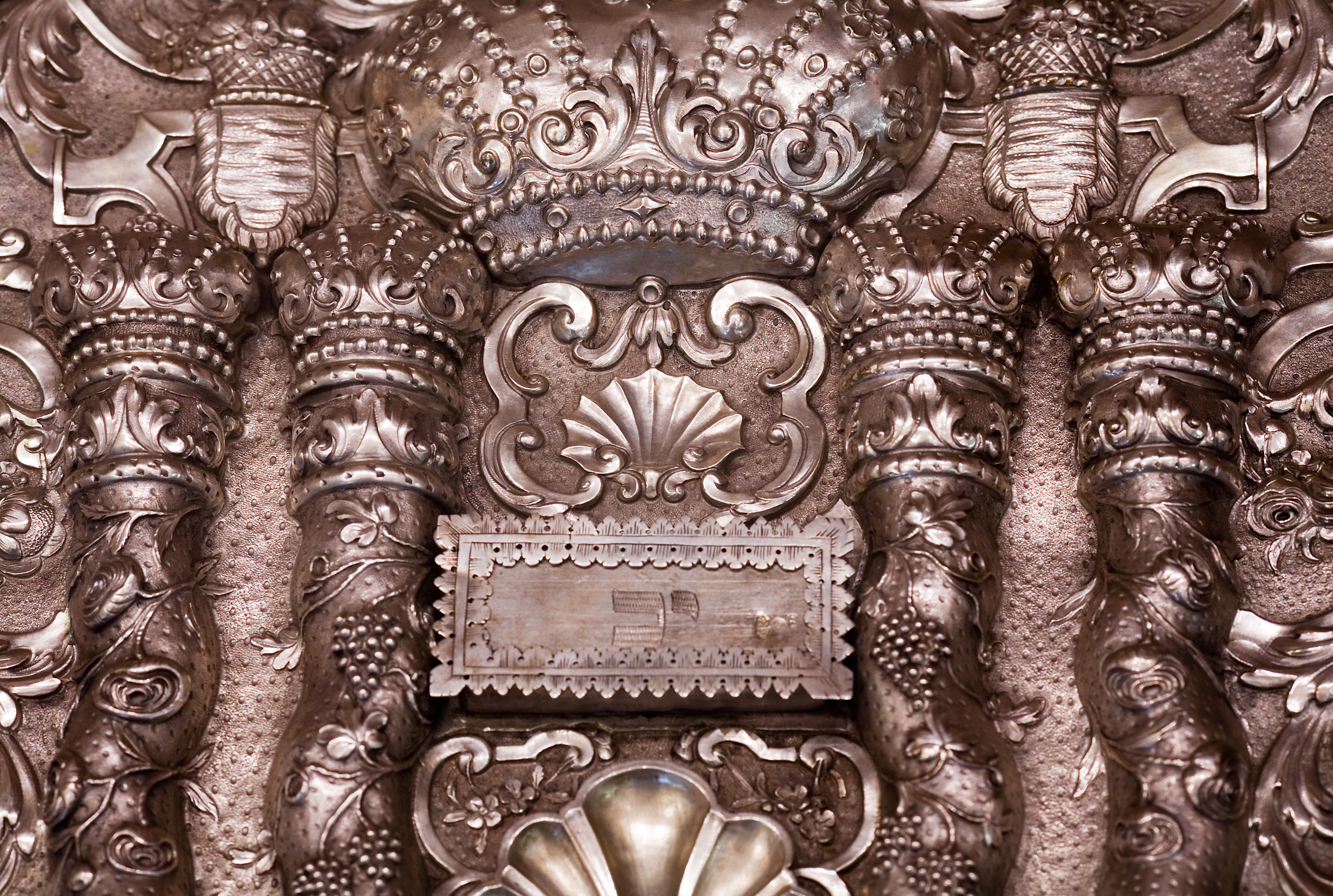
Ornamento d'argento (particolare) che viene posto sugli scrolli della Torah

## Autori glossatori

### Metodologia
- Per confrontare un verso con l'altro, vedi Ermeneutica biblica
- Per capire il verso/passo scritturale, vedi Pardes

### Primi Rishonim (1000-1600)
- Rashi 1040 - 1106

Rashi (acronimo di Rabbi Shlomo Yitzhaqi - ebraico: רבי שלמה יצחקי) è l'esegeta ebraico più influente di tutti i tempi. Fu importante nell'interpretazione Peshat. Rashi dice "Io, invece, sono solo preoccupato per il senso letterale della Scrittura e quali Aggadot spieghino le parole della Scrittura in un modo che ci si adattino
- Rashbam 1085 - 1158

Rashbam (Samuel ben Meir - noto dopo la morte con l'acronimo ebraico Rashbam, per: RAbbi SHmuel Ben Meir), nipote di Rashi e fratello di Rabbenu Tam. "I saggi hanno detto che un passo biblico non deve essere privato del suo significato originale [ su Gen. xxxvii. 1]. Eppure, come conseguenza del parere da loro espresso, che lo studio costante del Talmud è una delle occupazioni più lodevoli, i commentatori, grazie a tale studio, hanno potuto esporre i singoli versi in base al loro significato ovvio. Anche mio nonno Solomon era un seguace di questa scuola ed ebbi una discussione con lui su quell'argomento, quando ammise che avrebbe riveduto i suoi commenti se avesse avuto il tempo di farlo."
- Abraham ibn ‛Ezra 1092 - 1167

Ibn Ezra (Abraham ben Meir) fu contemporaneo del Rashbam. Il suo commentario sul Chumash fu ristampato col nome Sefer HaYashar. Egli separa chiaramente il significato letterale di un versetto biblico dal significato tradizionale, su cui si basa la Halakhah, e dal significato omiletico drush. Spiega che il significato tradizionale e il senso omiletico non implicano un significato nel versetto ma lo utilizzano solo come accorgimento mnemonico.
- David Kimchi 1160 - 1235

Rabbi David Kimchi (David ben Joseph Ḳimḥi - noto anche con l'acronimo ebraico RaDaK) seguì la metodologia di Ibn Ezra. Diede meno importanza all'omiletica ed enfatizzò invece le interpretazioni talmudiche quando raggiungevano il suo livello di peshat. Nella sua esegesi si adoperò per chiarezza e leggibilità, in contrapposizione ai suoi predecessori che insistevano sulla sinteticità. Si afferma che i suoi commentari siano "di stile notevolmente moderno"
- Rabbi Moses ben Nachman (Ramban) 1194 - 1270

Il Ramban (Rabbi Moses ben Nachman) fu il primo commentatore biblico ad introdurre concetti cabalistici nella sua esegesi. Differiva dallo Zohar in quanto affermava che la natura trascendente di Dio fosse assolutamente inconoscibile dall'uomo, mentre la scuola degli Zoharisti credeva che la trascendenza fosse comprensibile attraverso la rivelazione, l'estasi, la contemplazione della storia. Ramban espresse le sue opinioni attraverso la prospettiva Sod del suo commentario. In esso espresse anche la sua convinzione che tutte le mitzvot avessero una spiegazione comprensibile e razionale.
- Ba'al ha-Turim 1270 - 1340

(Yaakov ben Asher) autore dell'Arba'ah Turim, che fu precursore dello Shulchan Aruch, scrisse un commentario della Torah nel quale antologizzava l'elemento Peshat dei suoi predecessori. All'inizio di ogni sezione scrisse, come rompicapo, alcune spiegazioni usando Remez. Queste furono poi raccolte e stampate col titolo Baal HaTurim. Il Baal HaTurim viene ora stampato in tutte le edizioni moderne del Mikraot Gedolot. Il commentario completo è intitolato Perush ha-Tur ha-Arokh al ha-Torah ed è stato pubblicato a Gerusalemme nel 1981.
- Ralbag 1288-1344

Il RaLBaG (acronimo di Rabbi Levi ben Gershon) noto anche come Gersonide, basò la sua esegesi su tre principi:
1. Cosa si può imparare tramite i nove principi (credeva che quattro di essi non si potessero usare nei tempi post-talmudici).
2. Ogni storia della Bibbia ci insegna idee etiche, religiose e filosofiche.
3. La maggior parte di ciò che chiamiamo Remez può essere chiaramente compresa ricorrendo alla traduzione esatta e all'analisi grammaticale. Ha inoltre condannato la spiegazione allegorica.[40]

- Isaac Abrabanel 1437 - 1508

Il cognome di Don Isacco Abrabanel appare anche come Abravenel, Bravanel, ecc. Visse in Spagna fino all'espulsione nel 1492 e poi andò in esilio in Italia. Nel suo commentario al Tanakh, prima di ogni sezione, elencava una serie di domande per esplorare i problemi concettuali della sezione stessa, sia dalla prospettiva esegetica che da quella teologica. Il suo commentario tentava di rispondere a queste domande tramite Peshat e Medrash. Distingueva tra Medrashim che facevano parte della Mesorah e quelli che erano mera opinione e potevano essere tranquillamente ignorati.

### Ultimi Acharonim (1600-)

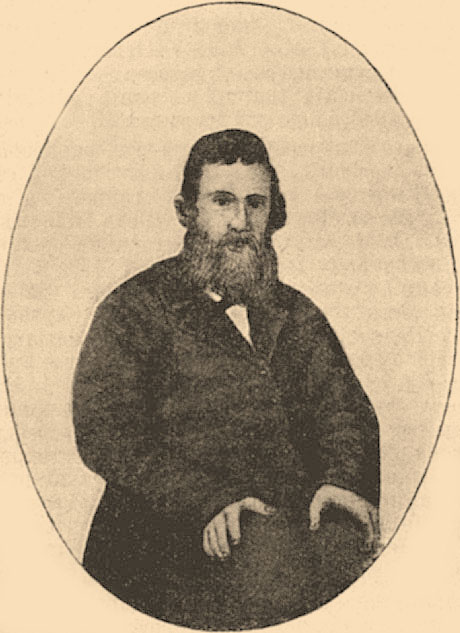
Rabbi Meir Leibush ben Yechiel Michal, "il Malbim"

- Malbim 1809 - 1879

Il nome "Malbim", come spesso accade per rinomati rabbini, è un acronimo di Rabbi Meir Leibush ben Yechiel Michal, sebbene ci sia un'opinione che il nome derivi da una traduzione in ebraico del cognome Weisser che significa sbiancante. L'esegesi del Malbim si basa su diverse presupposizioni:
1. Non ci sono parole superflue o sinonimi nella Bibbia. Ogni parola ha significato.
2. Drush è esplicita quanto la Peshat, eccetto che Drush ha regole e sintassi differenti.
3. La base di tutta la Legge orale è esplicita nella Bibbia, sia con Peshat che con Drush. L'unica eccezione è quando la Legge orale afferma che la legge non si trova nella Bibbia ed è indicata come Halacha l'Moshe m'Sinai - הלכה למשה מסיני (la Legge data a Mosè nel Sinai).

- Metsudot, XVIII secolo

Le Metsudot (fortezze) sono un commentario dei Neviìm e Ketuvim, scritti da Rabbi David Altshuler. Quando morì, suo figlio Yechiel lo completò e divise in due sezioni: "Metsudat Zion" - un glossario di parole difficili, e "Metsudat David" - una riaffermazione di idee difficili.
- Torah Temimah 1860-1941

Baruch HaLevi Epstein (Baruch ben Yechiel Michael HaLevi) era un impiegato di banca che dedicò tutto il suo tempo libero agli studi ebraici. Per scrivere la Torah Temimah  raccolse brani del Talmud e di altre fonti della Legge orale, disponendoli secondo l'ordine dei versi della Legge scritta a cui si riferiscono. Poi intrecciò i brani in un commentario della Bibbia, annotando ogni brano con note critiche e interpretazioni.
- Nechama Leibowitz 1905 - 1997

Nei primi anni del 1940, la professoressa Leibowitz iniziò a spedire fogli di studio sulla lettura settimanale della Torah ai suoi studenti in tutto il mondo. Tali fogli di studio includevano saggi sulla porzione biblica settimanale, note sulle fonti, e domande. Leibowitz incoraggiava poi i suoi studenti ad inviarle le loro risposte per poterle correggere. Ben presto spediva migliaia di fogli e correggeva centinaia di fogli di risposta settimanalmente. Questi fogli di studio sono stati raccolti e pubblicati in inglese ed ebraico a metà anni 1960 e sono ancora disponibili in stampa. "La sua collezione specifica delle fonti si basava esclusivamente sul contributo di ognuno alla comprensione  peshat e alla rivelazione del significato di quel testo."

### Commentari del XX e XXI secolo
I maggiori commentari moderni sono reperibili principalmente in lingua ebraica e in lingua inglese.
In italiano esiste una scarsa bibliografia, più che altro curata da piccole case editrici ebraiche, come la Mamash Edizioni Ebraiche e VirtualYeshiva.it (virtuale, online).
Tra le edizioni disponibili, esiste una collana midrashica pubblicata da Mamash con i seguenti titoli:
- Genesi - Bereshìt, curato da Avigail H. Dadon. Questo primo volume del Cumash (Pentateuco), Bereshìt (Genesi), si caratterizza per un testo ebraico facilmente leggibile, la traduzione italiana a fronte particolarmente elaborata, l'ampia antologia di commenti esegetici con spunti di riflessione e approfondimenti, appendice dedicata a sikhòt e midrashim.
- Esodo - Shemòt, curato da Avigail H. Dadon. Come il precedente volume, contiene un testo ebraico facilmente leggibile, traduzione italiana fedele all'originale, ampia antologia di commenti e approfondimenti esegetici, midrashim e sikhòt.
- Il Midràsh Racconta - Vayikrà, parte I - curato da Rabbi Moshe Weissman. Il Levitico, che tratta delle leggi relative ai sacrifici e di quelle riguardanti i Kohanim, viene spiegato in base alle interpretazioni del Talmud e ai commenti dei midrashim.
- Il Midràsh Racconta - Bereshìt, parte I - curato da Rabbi Moshe Weissman. Il racconto della Creazione e della storia dell'uomo, esposto in modo dettagliato con la formazione della nazione ebraica all'epoca dei patriarchi. Il volume descrive tutti questi argomenti alla luce Talmud, del Midrash e di altre fonti della Torah orale.
- Il Midràsh Racconta - Bemidbàr, parte I - curato da Rabbi Moshe Weissman.  Il Midrash non viene solo riportato letteralmente, ma viene commentato e spiegato in base a rinomati maestri esegeti, che chiariscono il significato di alcuni passaggi più difficili da comprendere.
- Cabalà e Trasformazione con le Lettere Ebraiche di Daniela Abravanel, opera dedicata all'analisi degli insegnamenti filosofici basati su Cabala ebraica e Chassidut, con l'interpretazione esegetica di Legge scritta e orale. Lo studio del simbolismo, della forma, del valore numerico e degli insegnamenti legati a ogni lettera dell'alfabeto ha ricoperto un ruolo fondamentale per tutti i grandi saggi della tradizione ebraica.[47]

## Pardes ed esegesi moderna
L'esegesi Pardes è un sistema che scaturisce da una fede tradizionale nel testo come rivelazione divina, nella paternità mosaica relativa alla Torah, nelle ispirazioni profetiche del resto del Tanakh (Bibbia ebraica), e da una fede nella trasmissione della Torah Orale (Talmud). Correnti ebraiche moderne differiscono circa la validità dell'applicare alle Scritture metodi esegetici storico-critici moderni. L'ebraismoHaredi considera i testi della Torah Orale come rivelazione, e applica il metodo Pardes nella lettura della letteratura rabbinica classica. L'Ebraismo Ortodosso Moderno è aperto allo studio storico-critico della letteratura rabbinica e del canone biblico successivo. Inoltre, alcuni studiosi ortodossi moderni hanno preso in esame la Torah usando la "critica biblica", incorporando alcune delle relative opinioni nell'ambito della tradizione mosaica della rivelazione. Le correnti non ortodosse applicano liberamente il metodo critico su tutte le Scritture, ma con differenti conclusioni teologiche.
Iniziando con Samuel David Luzzatto nel XIX secolo, c'è stato un approccio allo studio delle Scritture che viene riflesso dai commentari ebraici classici della Bibbia (vedi sopra), i quali accettano la rivelazione ma usano comunque la critica testuale.
Nel XX secolo il filosofo e teologo ebreo conservatore Abraham Joshua Heschel (1907–1972), sebbene accettasse la ricerca esegetica moderna, considerava la rivelazione esistenzialista e l'incontro divino come fondamenti di un'interpretazione legittima della Bibbia. La sua opera principale (del 1962), intitolatak Torah min HaShamayim BeAspaklariya shel HaDorot ("Torah dal Cielo alla Luce delle Generazioni") è uno studio di teologia rabbinica classica e di aggadah (pensiero spirituale), in contrasto con la Halakhah (Legge ebraica), nel rivelare la divinità dello studio della Torah. Esplora le opinioni dei rabbini del Talmud, del Midrash e delle tradizioni filosofiche e mistiche, circa la natura della Torah, la rivelazione di dio all'umanità, la profezia, e i modi in cui gli ebrei hanno usato l'esegesi scritturale per espandere e comprendere questi testi centrali dell'ebraismo mediante un'esegesi spirituale vibrante e fluida.

### Altre opere
- Frederic William Farrar, The History of Interpretation (London, 1886)
- Julius Fürst, Bibliotheca Judaica (Leipzig, 1863)
- Abraham Geiger, Urschrift und Uebersetzungen (Breslau, 1857)
- Asher Ginzberg, Introduction to the Massoretic Critical Edition of the Hebrew Bible (London, 1897)
- Humphrey Hody, De Bibliorum Textibus (Oxford, 1705)
- Henry Barclay Swete, An Introduction to the Old Testament in Greek (London, 1900)
- Wolf, Bibliotheca Hebraica (Jena, 1715–33), continuato da Köcher come Nova Bibliotheca hebraica (Jena, 1783–84)
- Otto Zöckler, Handbuch der theologischen Wissenschaften Nördlingen, 1890)